# Solčany
Solčany é um município da Eslováquia, situado no distrito de Topoľčany, na região de Nitra. Tem 20,02 km² de área e sua população em 2018 foi estimada em 2.475 habitantes.

## Demografia
| Ano:        | 1994 | 2004   | 2014   | 2024 |
| ----------- | ---- | ------ | ------ | ---- |
| Broj ljudi: | 2318 | 2499   | 2475   | 2475 |
| Razlika:    |      | +7,80% | -0,96% | +0%  |

| Ano:               | 2023 | 2024   |
| ------------------ | ---- | ------ |
| Número de pessoas: | 2515 | 2475   |
| Diferença:         |      | -1,59% |